# Алтыновка (Приморский край)
Алты́новка — село в Черниговском районе Приморского края. Входит в состав Черниговского сельского поселения

## География
Село Алтыновка находится к северо-западу от районного центра Черниговка.
От автодороги Вадимовка — Черниговка на север к Алтыновке идёт дорога протяжённостью около 4 км.
Расстояние до Черниговки около 8 км.
Село Алтыновка расположено в долине реки Илистая (правобережье).

## Население
| 1926 | 2002 | 2008 | 2010 |
| ---- | ---- | ---- | ---- |
| 1117 | ↘522 | ↘445 | ↘397 |

По данным переписи 1926 года по Дальневосточному краю, в населённом пункте числилось 211 хозяйств и 1117 жителей (593 мужчины и 524 женщины), из которых преобладающая национальность — украинцы (194 хозяйства).

## Улицы
| - ул. Комсомольская, - ул. Ленинская, - ул. Октябрьская, - ул. Партизанская, - ул. Советская. |

## Экономика
Жители занимаются сельским хозяйством.